# Nops glaucus
Nops glaucus is een spinnensoort uit de familie  Caponiidae.
De wetenschappelijke naam werd gepubliceerd in 1887 door Hasselt.
De soort is endemisch op Bonaire.